# 贝尔盖人
贝尔盖人（Belgae），属高卢人，公元前2世纪居住在莱茵河下游，曾多次反抗罗马；公元1世纪侵入不列颠，占据从怀特岛到布里斯托尔湾的地区。
羅馬帝國的比利時高盧行省及當今的比利時國家，其名稱源自「貝爾蓋」。